# Liste der britischen Botschafter in Deutschland
Die Liste der britischen Botschafter in Deutschland bietet einen Überblick über die Leiter der britischen diplomatischen Vertretungen in Deutschland seit dem frühen 18. Jahrhundert.
Der offizielle Titel des obersten diplomatischen Vertreters des Vereinigten Königreichs in Deutschland lautet gegenwärtig His Britannic Majesty’s Ambassador to the Federal Republic of Germany.

## Missionschefs

### Britische Botschafter im Deutschen Reich

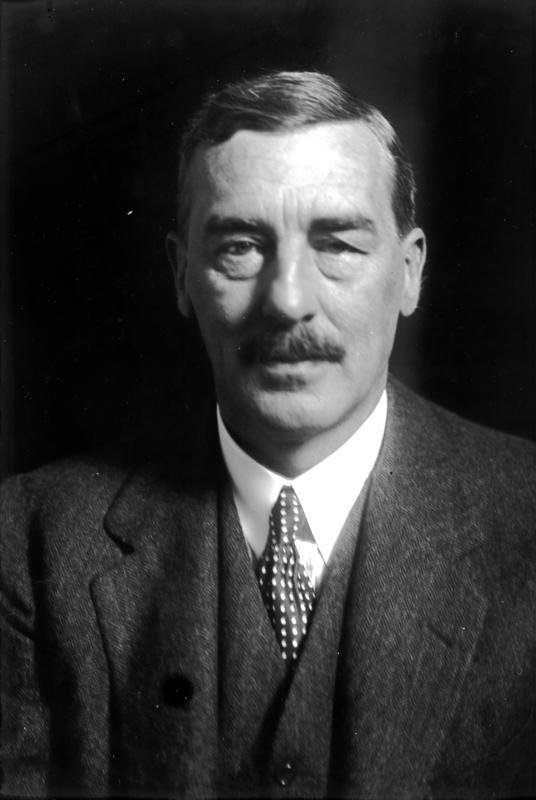
Sir Ronald Lindsay

- 1871–1884 Lord Odo Russell, 1. Baron Ampthill (1829–1884)
- 1884–1895 Sir Edward Malet (1837–1908)
- 1895–1908 Sir Frank Lascelles (1841–1920)
- 1908–1914 Sir Edward Goschen (1847–1924)

1914 bis 1919: Unterbrechung der Beziehungen
- 1919–1920 Sir Neill Malcolm (als „Chef der Militärmission in Berlin“)
- 1920 Victor Hay, 21. Earl of Erroll (als „Geschäftsträger“)
- 1920–1926 Sir Edgar Vincent, 1. Viscount D’Abernon (1857–1941)
- 1926–1928 Sir Ronald Lindsay (1877–1945)
- 1928–1933 Sir Horace Rumbold (1869–1941)
- 1933–1937 Sir Eric Phipps (1875–1945)
- 1937–1939 Sir Nevile Henderson (1882–1942)

1939: Abbruch der Beziehungen am 3. September

### Britische Botschafter in der Bundesrepublik Deutschland

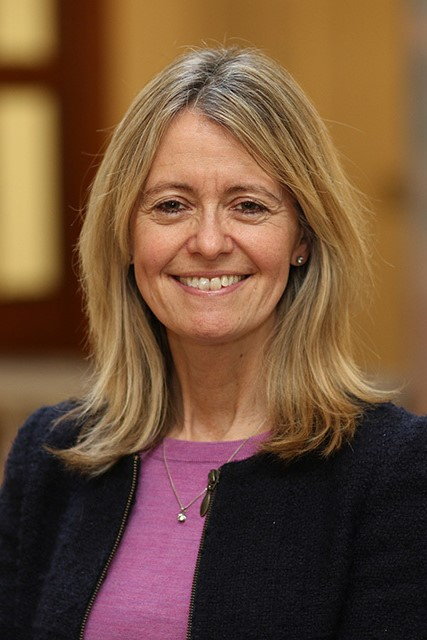
Jill Gallard

- 1955–1956 Sir Frederick Millar (1900–1989)
- 1956–1963 Sir Christopher Steel (1903–1973)
- 1963–1968 Sir Frank Kenyon Roberts (1907–1998)
- 1972–1975 Sir Nicholas Henderson (1919–2009)
- 1975–1981 Sir Oliver Wright (1921–2009)
- 1981–1984 Sir John Lang „Jock“ Taylor (1924–2002)
- 1984–1988 Sir Julian Bullard (1928–2006)
- 1988–1993 Sir Christopher Mallaby (1936–2022)
- 1993–1997 Sir Nigel Broomfield (1937–2018)
- 1997 Sir Christopher Meyer (1944–2022)
- 1997–2003 Sir Paul Lever (* 1944)
- 2003–2007 Sir Peter Torry (* 1948)
- 2007–2010 Sir Michael Anthony Arthur (* 1950)
- 2010–2015 Sir Simon McDonald (* 1961)
- 2015–2020 Sir Sebastian Wood (* 1961)
- 2020–2024 Jill Gallard (* 1968)
- seit 2024 Andrew Jonathan Mitchell (* 1967)

### Britische Botschafter in der DDR
- 1974–1976 Sir Curtis Keeble (1922–2008)
- 1976–1978 Sir Percy Cradock (1923–2010)
- 1978–1981 Peter Martin Foster (1924–2004)
- 1981–1984 Peter Maxey (1930–2014)
- 1984–1988 Timothy Everard (* 1929)
- 1988–1990 Sir Nigel Broomfield (1937–2018)
- 1990 Patrick Eyers (1933–2023)

## Britische Gesandte in den deutschen Staaten (vor 1871)

### Britische Gesandte in Sachsen
- Charles Hanbury Williams (1747–1750)